# Un enfant
Un enfant è il primo ed unico singolo promozionale per il secondo album natalizio della cantante canadese Céline Dion, Chants et contes de Noël. Il brano fu pubblicato nel 1983 in Canada.

## Contenuti e pubblicazioni
La canzone è una cover del brano del cantante belga Jacque Brel, co-autore, insieme al pianista e compositore francese Gérard Jouannest, della canzone. Il singolo fu pubblicato insieme ad un'altra cover, À quatre pas d'ici, adattamento in francese della celebre canzone della band britannica Bucks Fizz, The Land Of Make Believe. Quest'ultimo fu inserito anche nell'album della stessa Dion pubblicato nel 1983, Du soleil au cœur.

## Formati e tracce
LP Singolo 7" (Canada) (Saisons: SNS-6536)
1. Un enfant – 2:56 (testo: Jacques Brel – musica: Gérard Jouannest, Brel)
2. À quatre pas d'ici – 3:56 (testo: Peter Sinfield, Eddy Marnay – musica: Andy Hill)

## Crediti e personale
Personale
- Musica di - Jacques Brel, Gérard Jouannest
- Orchestrato da - Alain Noreau
- Produttore - René Angélil
- Testi di - Jacques Brel